# Лейтман, Иоганн Георг
Пастор Иоганн Георг Лейтман  (нем. Johann Georg Leutmann; 30 ноября 1667, Виттенберг, Курфюршество Саксония — 5 марта 1736, Санкт-Петербург) — русский учёный немецкого происхождения, академик РАН.

## Биография
Родился в 1667 году в Виттенберге, Курфюршество Саксония. Учился в Виттенбергском университете, где изучал богословие, медицину, физику и математику. В 1694 году, окончив университет, получил место пастора (приходского лютеранского священника) в Дабруне неподалеку от Виттенберга.
Здесь, помимо пасторского служения, Лейтман изучал сельское хозяйство и земледелие, устроил механическую мастерскую, небольшую электрическую лабораторию и пр. В 1718 году, когда Лейтману было уже за 50, он издал свою первую печатную работу: «Vollstandige Nachricht von Uhren» («Подробное сообщение о механических часах»), а затем — ряд других сочинений, которые принесли ему известность. С трудами Лейтмана познакомился Пётр Великий, который пригласил его в Россию, но на переезд Лейтмана не было получено согласия ни от саксонского правительства, ни от саксонской лютеранской обер-консистории. Когда в Санкт-Петербурге была учреждена Академия наук, приглашение было повторено. Теперь правительство Саксонии не возражало, не возражала и консистория, однако Лейтман медлил, договариваясь о более выгодных условия.
Наконец, в 1726 году Лейтман прибыл в Санкт-Петербург. Ему было без малого 60; за спиной остались 30 лет размеренной жизни приходского пастора небольшого прихода; Саксонию прежде он практически не покидал, или даже вовсе не покидал. Тем не менее, по приезде в Петербург Лейтман сразу же развил деятельность. Первым делом, в Академии он начал заниматься устройством и усовершенствованием разных машин и инструментов, которые он, по свидетельству академика Мюллера, всегда делал сам.
О своих работах и изобретениях Лейтман сообщал другим академикам академических заседаниях; о них говорит и его собственноручная записка, поданная в 1731 года с просьбой увеличить его жалованье. Эта записка является ценным источником, поскольку в ней Лейтман перечисляет свои научные занятия и достижения.
На первое место Лейтман ставит созданные им «Пробирные весы необыкновенной точности». Затем упоминает: «В высшей степени очищенное химическим способом серебро: чистота его доказана совершенно неизвестною до сих пор пробою. Проба, при помощи нивелировки, чтобы найти в лотах и гранах точнейшее содержание серебра: через это монеты могут быть оцениваемы, без повреждения чекана, что очень полезно при древних и редких монетах». Таким образом, Лейтману удалось сконструировать точнейшие по своим временам весы, при помощи которых он мог оценивать процент серебра в исследуемых монетах методом взвешивания, а не химическим методом, что позволяло не царапать монеты и не брать пробы металла; в то же время он работал над эффективным химическим способом очистки серебра.
Затем Лейтман упоминает разработанный им способ «исправления зажигательных стекол с большою параболическою линией, (причём) при исправлении требуется большее искусство, чем при делании вновь». Зажигательные стёкла использовались в научных экспериментах XVIII века в соответствии со своим названием. Так, химик Антуан Лавуазье в конце того же столетия сжёг алмаз, разместив его в фокусе зажигательного стекла. Зажигательные стёкла были трудоёмки в изготовлении, стоили дорого, привозились из-за границы, а их перешлифовка в случае повреждения была особым искусством, которое как раз и совершенствовал Лейтман.
Другие достижения Лейтмана описаны им самим более непрозрачно. Так он пишет, что им были разработаны особые часы, которые он сам назвал «Петербургскими», однако неясно, что это за часы. Кроме того, Лейтманом был создан «портрет Петра II „per polyedrum“ (здесь, вероятно, имеется в виду скульптурный портрет); ясное доказательство, что металлы в холоде сжимаются, а в теплоте расширяются»; однако неясно, почему Лейтман использовал создание статуи правившего на тот момент императора с целью демонстрации свойств металла.
Кроме того Лейтманом была создана, по его словам, «фантазма, представляющая Славу, которая несётся над статуей помянутого императора». «Фантазмой» ближе к концу столетия мог именоваться «призрак» или «мираж». Неизвестно, как именно была устроена «фантазма», которая должна была «носится» (или её должны были «нести»?) над статуей императора. Возможно речь шла о воздушном змее или об остроумной системе тросов, поддерживавшей выполненную из лёгких материалов фигуру «Славы». Как бы там ни было, Лейтман явно очень гордился своими изобретениями, но повысили ли ему за это жалованье — неизвестно.
Зато известно, что в том же 1731 году Лейтман работал над проектом подъёма Царь-Колокола на колокольню Ивана Великого в Москве. Колокол был слишком тяжёл для подъёма любым стандартным способом, и на тот момент стоял на земле рядом с колокольней целый. Однако,

Колокол не успели еще поднять, как он был повреждён пожаром, бывшим в 1737 году в Москве. Колокол сильно накалился от горевших вокруг его лесов; один полицейский служитель, боясь, что колокол может расплавиться, приказал лить воду в ту яму, где он лежал, еще не совершенно остыв; от этого колокол треснул и от него отвалился значительный кусок. Кусок этот и сам колокол доныне сохраняются в Кремле.
— Лейтман, Иоган-Георг // Русский биографический словарь : в 25 томах. — СПб.—М., 1896—1918.
В 1733 году Лейтман по указу императрицы Анны Иоанновны отправился в Москву, чтобы надзирать за плавкой серебра на Московском монетном дворе. Свои предложения Лейтман описал в статьях: «Предложение по требованию о установлении российских весов»; «О исправлении российских весов» и «Правильное разделение пробовальной печи».
Помимо этого, неутомимый Лейтман опубликовал длинный ряд статей на латинском языке в периодическом научном сборнике Академии:
- Соmmentarii Akademiae scientiarum Petropolitane, II, 35—81
- De bilancibus et novis inventis staticis, III, 138—155
- Explicatio inventi hydrostatici de pondere argenti cupro mixti investigando, hactenus theoretice explicati in calculo demonstrati, sed praxin omnem eludentis, nunc ad praxin perducti et re ipsa ante oculos positi, III, 156—163
- De sulcis cochleatis ad datam distantiam tubis sclopetorum recte inducendis, IV, 202—216
- Anamorphoseos polyedricae constructionis methodus vera atque certa, notatis falsarum manuductionum passim propositarum anomaliis opticis, IV, 216—233
- Confirmatio dilatationis atque contractionis metallorum atque vitrorum momentaneae per experimenta et instrumenta noviter inventa, IV, 265—278
- Annotationes et experimenta quaedam rariora et curiosa ad rem sclopetariam pertinentia, V, 273—276
- Ad gravitatis liquorum differentiam cognoscendam.

А также исследование на немецком языке «Nachricht von gezogenen Buchsen und etliche Anmerkungen vom Schiessen» (1733), статью в газете «Санкт-Петербургские ведомости» «Ueber das Wachsthum der Pflanzen» (1735 г., № 19, 20), и оду, также на немецком языке, в честь фельдмаршала Миниха, который оказывал учёному покровительство.
Скончался Лейтман в Санкт-Петербурге в 1736 году, за десять лет сделав больше, чем большинство других учёных, работавших в Академии в то время.